# Позднєєва Софія Дмитрівна
Софія Дмитрівна Позднєєва (нар. 14 травня 1915, Петроград, Російська імперія — 4 жовтня 1980, Ленінград, СРСР) — радянський музичний педагог, піаністка.

## Біографія
Софія народилася 14 травня 1915 року в Петрограді в сім'ї видатного сходознавця Дмитра Матвійовича Позднєєва (1865—1937) та його другої дружини Олександри Антонівни (Аліси Клари Ольги) Зінайбергер-Глюк (1879—1938). Мати Софії Дмитрівни була дочкою угорця Антона Глюка, соратника Лайоша Кошута, який емігрував до Росії після придушення Угорської революції 1848—1849 рр. У ній було шестеро дітей: дочка Ганна від першого шлюбу Д. М. Пізнєєва з Любов'ю Яківною Соколовою, три дочки Віра, Любов та Софія, сини Дмитро та Антон — від другого.
У 1932 році закінчила Петришуле (на той час 41 радянську трудову школу). Одночасно з 1928 по 1934 навчалася в Ленінградському музичному технікумі ім. М. А. Римського-Корсакова.

### 1937—1938: Репресії проти сім'ї
У 1937—1938 роках сім'я потрапила під маховик сталінських репресій. У 1937 році був заарештований і розстріляний Дмитро Матвійович Позднєєв, який працював напередодні арешту консультантом Державного музею етнографії. Після арешту чоловіка тяжко захворіла і 1938 року померла Олександра Антонівна; не бажаючи бути в тягар рідним, пішов із сім'ї та зник безвісти брат Дмитро. Цього ж року було заарештовано та розстріляно брата Антона та чоловіка старшої сестри Віри Марка Семеновича Плотнікова, військового діяча.
У 1939 році Софія Позднєєва закінчила Ленінградську державну консерваторію по класу фортепіано С. І. Савшинського. У 1939—1940 pp. працювала концертмейстером у Будинку культури ім. А. М. Горького, вела гурток фортепіано та викладала музику у школі № 33 Жовтневого району.

### 1941—1945
У серпні 1941 року разом зі старшою сестрою Анною евакуювалася до Ташкента, де працювала у швейній артілі та у шпиталях, закінчила курси медсестер. В одному зі шпиталів познайомилася зі своїм майбутнім чоловіком, командиром саперної роти Петром Омеляновичем Німенком, військовоосліплим. Разом із чоловіком у 1944 році переїхала до Пржевальська, а потім у м. Тараща Київської області, де працювала акомпаніатором у будинках культури та керівником гуртка у дитячому будинку.

#### Педагогічна діяльність
Після повернення до Ленінграда (1945) протягом 9 років викладала в Ленінградській музичній школі сліпих інвалідів Вітчизняної війни (1945—1954), у дитячих музичних школах Сталінського (Виборзького) та Фрунзенського районів.
У серпні 1957 року очолила щойно створену Дитячу музичну школу № 11 Свердловського (нині Василеостровського) району, яка під її керівництвом стала однією з найкращих музичних шкіл міста. Допомагала у працевлаштуванні музикантам-інвалідам: у школі викладав спеціальне фортепіано Костянтин Костянтинович Рогінський, видатний піаніст, який 1941 р. пішов добровольцем на фронт і отримав поранення рук; викладачем за класом баяна та акордеона був незрячий музикант Євген Петрович Вишняков.
У 1960-ті роки очолювала Раду з естетичного виховання Відділу культури Василеострівського райвиконкому, вела велику культурно-просвітницьку роботу. Нагороджена медаллю «За доблесну працю. На ознаменування 100-річчя від дня народження В. І. Леніна» (1970), позначкою «За відмінну роботу» Міністерства культури СРСР і ЦК Профспілки працівників культури (1971), грамотою Головного управління культури Виконкому Ленміськради (1973). У 1973 році була представлена до звання «Заслужений працівник культури РРФСР», але Ленінградський Міськком КПРС виступив проти. 1973 року перейшла на педагогічну роботу.

## Смерть
Померла 4 жовтня 1980 року, похована у селищі Громово Приозерського району Ленінградської області.

## Сім'я
- Батько — Дмитро Матвійович Позднєєв (1865—1937), сходознавець;
- Сестра — Ганна Дмитрівна Кабанова (1899—1980);
- Сестра — Любов Дмитрівна Позднєєва (1908—1974), синолог, перекладач;
- Сестра — Віра Дмитрівна Плотнікова (1906—1943), сходознавець-японіст, перекладач, викладач Військової Академії ім. Фрунзе;
- Брат — Дмитро Дмитрович Позднєєв (1909—1937?));
- Брат — Антон Дмитрович Позднєєв (1912—1938).

## Адреси
- Ленінград, вул. Рубінштейна, б.15

- Ленінград, Дмитрівський пров., буд.15

## Пам'ять
У Дитячій музичній школі № 11 Василеостровського району Санкт-Петербурга (Санкт-Петербург, наб. Лейтенанта Шмідта, буд. 31) біля кабінету, де працювала З. Д. Пізнєєва, встановлені меморіальна табличка та портрет.